# Hajós
Hajós (Duits: Hajosch) is een stad (város) en gemeente in het Hongaarse comitaat Bács-Kiskun. Hajós telt 3385 inwoners (2005).
In dit plaatsje is op het hoge gedeelte een rij wijnkelders met wijnhuisjes gelegen. De kelderrijen (pincesor) behoren tot de langste in Hongarije met die van Villánykövesd. In de zomer wordt dit 'wijnkelder-dorp' weleens aangedaan door touroperators als onderdeel van een sight-seeing door de regio.

## Geschiedenis
De naam Hajós komt van het Hongaarse Hajó, wat boot of schip betekent. Het is mogelijk dat Hajós in de Middeleeuwen was omgeven door water. Het middeleeuwse Hajós verloor veel van haar populatie tijdens de Ottomaanse oorlogen. De bisschop van Kalocsa liet Duitse immigranten overbrengen naar Hajós. Het dorp kreeg in 1756 dorpsrechten.